# Vízipipa kő
A vízipipa kő (más néven vízipipa ásvány vagy vízipipa kavics) 2010-ben készült el először. Illetve nem is készült, csak ilyenkor kezdték el először a tiszta, porózus ásványt ízesíteni és vízipipa kerámiába helyezni, dohány helyettesítőként.

## A története
A vízipipa ásvány, lényegében véve a szükség szülötte volt. Ahogy terjedt az elektromos cigaretta és fokozódott a dohányzás visszaszorítása, úgy a vízipipát, mint dohányzási formát is érintette ezt. Szükség lett egy alternatívára, mely alkalmas a vízipipa használatára, miközben nem dohány alapanyagú. Kellett egy hordozó anyag. Vannak úgynevezett aromás herbálok, de ezek gyenge minőségűek és nem is tudtak elterjedni, másrészt a jogszabályok dohánytermékként kezelik őket. A megoldáshoz szükség volt egy olyan anyagra, mely hőre nem érzékeny, nem bomlik el, jelentős arányban képes nedvesség (melasz) felszívására. Több geológiai ásvány is bírt ezen tulajdonságokkal, így kerültek képbe a különféle ásványok. 

## Alapanyaguk
Alapanyagnak viszonylag kis sűrűségű, porózus ásványt használnak, hiszen ezen kis lukak szívják magukba az aromás melaszt. Hő hatására pedig ezekből a pórusokból jön elő az ízes gőz. Az alapanyagot vagy bányásszák vagy gyárban állítják elő. Mindig tisztítják és hővel kezelik, hogy száraz és tiszta legyen, az ízesítés előtt.

## Ízesítésük
A vízipipa ásványok aromái nem hagyományos, boltokban kapható aroma anyagokat tartalmaznak. Kizárólag élelmiszer-biztonságilag bevizsgált, élelmiszerekhez is használható íz anyagokat használnak fel. A vízipipa kő újraízesítéséhez is ilyen készítmény szükséges, melyek kaphatóak az ásványok mellett.

## Alkalmazásuk
A vízipipa ásványok számára kis mértékben nagyobb vízipipa kerámia szükséges, továbbá hosszabb ideig kell hagyni felmelegedni a kerámiát a benne lévő nedves, aromás ásvánnyal. Csak akkor képesek kellően erős ízt biztosítani, ha elérik a megfelelő hőmérsékletet. Tanácsos a vízipipákhoz járó hőtartó sapka vagy szélfogó használata. Továbbá érdemes phunnel vagy vortex típusú kerámiát használni, hogy meggátoljuk az ásványokból felszabaduló aromás melasz lefolyását.

## Ásvány kontra dohány
Előnyei a dohánnyal szemben:
- Nincs nikotin tartalma
- 0% kátrány tartalom
- Nem történik dohány égése, szenesedése és nincs füst, csak pára
- Azonos mennyiség jelentősebb kedvezőbb áron elérhető
- Nincs korhatárhoz szabva a vásárlása
- Többször lehet újrahasználni, újraízesíteni
- Egyszerűbb a kerámiába töltése
- Nem szédülhet be tőle az ember
- Tisztább ízek érhetőek el

Hátrányai a dohánnyal szemben:
- Hosszabb idő míg felmelegszik
- Picivel rövidebb ideig képes bírni
- Dohányosoknak hiányozhat a nikotin

## Hivatalos álláspont
A dohányzásnak hivatalos definíciója: (1)dohánytermék (2)füstképződéssel járó (3)elégetése. A vízipipa kő/ásvány ezen definíció egyetlen kritériumának sem felel meg, ezért semmilyen szempontból sem számít dohányzásnak A jövedéki törvény 96. $ (1) bekezdés f) pontja, továbbá a jövedéki törvény 96. $ (3) bekezdés határozza meg a finomra vágott fogyasztási dohány fogalmát (ebbe tartoznak a vízipipa dohányok is) . A vízipipa kő, ásvány csupán dohányzást imitáló/helyettesítő terméknek minősül, és nem dohányterméknek  így nem jövedéki adóköteles, arra sem a jövedéki, sem a nemdohányzók védelmében hozott törvények nem vonatkoznak.

## Külső hivatkozások
- http://www.shisharoma.hu/miert-mas/
- http://www.vizipipafan.com/vizipipa-asvany-ko/
- https://web.archive.org/web/20131231001351/http://net.jogtar.hu/jr/gen/hjegy_doc.cgi?docid=A0300127.TV